# Mosquée Darul Barakaat de Birmingham
La mosquée Darul Barakaat de Birmingham est une mosquée située dans le quartier de Bordersley à Birmingham en Angleterre.